# Lhasa de Sela
Lhasa de Sela, ook bekend als Lhasa, (Big Indian, New York, 27 september 1972 - Montreal, 1 januari 2010) was een Mexicaans-Amerikaanse singer-songwriter van folk.

## Biografie
Haar Mexicaanse vader is van gemengd Panamees-Pools-Frans-Spaanse afkomst, haar Amerikaanse moeder heeft een Libanees-Schots-Russische en Joodse achtergrond. In de eerste tien jaar van haar leven reisde Lhasa met haar ouders en haar drie zusjes in een omgebouwde schoolbus door Mexico en de Verenigde Staten.
Op haar dertiende begon ze met zingen in een Grieks café in San Francisco. Op haar negentiende verhuisde ze naar Montreal, Canada waar ze zong in bars. Hier ontwikkelde ze het materiaal dat later, in 1997 op haar debuutalbum La Llorona terecht zou komen. Dit volledig Spaanstalige album, waarop Lhasa traditionele Mexicaanse muziek mixt met haar eigen liedjes, maar waarop ook invloeden uit alternatieve pop, Europese folk en zigeunermuziek te horen zijn, werd een groot succes. Ze won veel prijzen, onder meer de Félix Award "Artiste québécois — musique du monde" in 1997 en de Juno Award voor Best Global Artist, in 1998.
Na enkele jaren van toeren door Europa en Noord-Amerika besloot Lhasa in 1999 haar muziek tijdelijk aan de wilgen te hangen. Ze verhuisde naar Frankrijk waar ze zich aansloot bij het circus/theater van haar drie zussen, Pocheros. In Marseille begon ze weer liedjes te schrijven. Eenmaal terug in Montreal nam ze in 2003 haar tweede album, The Living Road, op. Deze plaat was niet geheel Spaanstalig, maar bevatte ook nummers in het Frans en Engels. Er volgde weer een tour door niet minder dan zeventien landen.
Lhasa verzorgde een gastrol als zangeres op een nummer van de Britse groep Tindersticks. Het nummer, met de titel Sometimes It Hurts, verscheen op het album Waiting For The Moon. Vervolgens zong ze een duet met Tindersticks-zanger Stuart Staples, That Leaving Feeling, op zijn soloalbum Leaving Songs. Ook is ze te horen op de albums van de Franse zangers Arthur H en Jérôme Minière, en de Franse zigeunergroep Bratsch.
Lhasa ontving in 2005 de BBC World Music Award in de categorie Best Artist of the Americas.
Haar derde album Lhasa, dat uitkwam in april 2009, is geheel Engelstalig. De Europese tour gepland voor oktober/november 2009 werd wegens gezondheidsredenen geannuleerd.
Op 1 januari 2010 overleed Lhasa 21 maanden na de diagnose borstkanker aan de gevolgen van deze ziekte. Ze is 37 jaar geworden. In 2011 droeg de Canadese muziekgroep Esmerine het album La Lechuza op aan Lhasa.

## Discografie
- La Llorona (1998) (Audiogram/Atlantic)
- The Living Road (2003) (Audiogram/Nettwerk)
- Lhasa (2009) (Warner Bros. Records)
- Lhasa (2010) (Vinyl-uitgave)

## Video
- El Desierto (1997)
- Con toda palabra (2005)
- Fool's gold, Rising (2009)

- Bibliothèque nationale de France: cb14023484t (data)
- Gemeinsame Normdatei: 135138221
- International Standard Name Identifier: 0000 0001 2021 6376
- Library of Congress Control Number: no99089603
- MusicBrainz: 95db1c7c-21b8-4956-82ad-20217cd5d395
- Nationale Bibliotheek van Tsjechië: xx0113307
- Système universitaire de documentation: 110925068
- Virtual International Authority File: 16866152
- WorldCat: E39PBJh4y394cw7t8d4XDF8Hmd